# Акінін Костянтин Юрійович
Костянтин Юрійович Акінін (нар. 25 червня 1978) — український футболіст, нападник.

## Життєпис
Розпочав кар'єру 13 серпня 1994 року в армянському «Титані», але наступного року отримав запрошення від донецького «Шахтаря». Спочатку виступав у другій команді, допоки 30 серпня 1998 року не дебютував за першу команду. У весняній частині сезону 1998/99 років перебував у складі донецького «Металурга», але в складі команди не зіграв жодного офіційного поєдинку. У 2001 році перейшов у «Поліграфтехніку». Дебютував за олександрійську команду 21 березня 2001 року в програному (0:1) виїзному поєдинку 18-о туру Першої ліги проти «Миколаєва». Сергій вийшов на поле в стартовому складі, а на 85-й хвилині його замінив Володимир Крижанівський. Дебютним голом у футболці «поліграфів» 27 березня 2001 року на 39-й хвилині переможного (2:0) домашнього поєдинку 19-о туру Першої ліги проти київського ЦСКА. Акінін вийшов на поле в стартовому складі, а на 87-й хвилині його замінив Денис Хомутов. У складі олександрійського клубу зіграв 12 матчів та відзначився 2-а голами. Наступний сезон Костянтин Акинін розпочав в алчевській «Сталі», в складі якої він дебютував 3 серпня 2001 року, але в основний склад так і не пробився. У 2003 році повернувся в армянський «Титан», в якому й завершив свою кар'єру.

## Досягнення

### Клубні
- Вища ліга
  -  Чемпіон (1): 1999